# سولفات جیوه (II)
سولفات جیوه(II) (به انگلیسی: Mercury(II) sulfate) با فرمول شیمیایی HgSO۴ یک ترکیب شیمیایی است که جرم مولی آن 296.65 g/mol می‌باشد. شکل ظاهری این ترکیب، دستگاه بلوری مونوکلینیک سفید است.